# Weibo
Weibo (кит.: 微博; піньїнь: Wēibó), раніше відомий як Sina Weibo (кит.: 新浪微博; піньїнь: Xīnlàng Wēibó) — китайський сервіс мікроблогів, запущений компанією Sina Corp 14 серпня 2009 року. Будучи свого роду гібридом між Твіттер і Facebook, сервіс є одним з найпопулярніших сайтів у Китаї. На вересень 2021 року у Sina Weibo було 523 мільйони активних користувачів щомісяця, причому близько 40% із них користувалися сайтом щодня. Sina Weibo викликала критику через цензуру своїх користувачів.

## Назва
«Weibo» (微博) — китайське слово, що означає просто «мікроблог». Sina Weibo запустила своє нове доменне ім’я weibo.com 7 квітня 2011 року, перенаправляючи зі старого домену на новий. Через її популярність засоби масової інформації часто називають платформу просто «Weibo», незважаючи на численні інші китайські сервіси мікроблогів містят це слово у своїй назві, зокрема Tencent Weibo (腾讯微博), Sohu Weibo (搜狐微博) та NetEase Weibo (网易微博).

## Цензура і пропаганда
Співпрацюючи з інтернет-цензурою в Китаї, Sina встановлює суворий контроль над публікаціями на своїх службах. Публікації з посиланнями, які використовують деякі служби скорочення URL-адрес (включно з goo.gl Google), або містять ключові слова з чорного списку, заборонені на Sina Weibo. Пости на політично делікатні теми видаляються після ручної перевірки. Користувачі з невеликою кількістю підписників можуть мати змогу відносно вільно публікувати пости на теми, що підлягають цензурі, доки не досягнуть критичної маси підписників, що запускає примусовий нагляд за контентом.
Платформа активно використовується для китайської державної пропаганди, що має, зокрема, антизахідну направленість. Після початку широкого вторгнення Росії в Україну значне поширення отримали посили російської пропаганди.
Російські офіційні ЗМІ, зокрема інформаційне агентство Sputnik, публікують новини китайською мовою для китайських читачів і мають акаунти в китайській соціальній мережі Weibo.